# 小杰西·杰克逊
小杰西·路易斯·杰克逊（Jesse Louis Jackson, Jr.，1965年3月11日—），美国政治家、民权领袖，美国民主党成员，曾任美国众议院议员（1995年至2012年）。
小杰西是美国著名民权领袖杰西·杰克逊之子，曾一度被看好为明日政治之星，但他的政治生涯从2008年开始一泻千里。他当时被指控利用募款600万元为条件，与时任伊利诺伊州州长罗德·布拉戈耶维奇（Rod Blagojevich）交换奥巴马空出的参议员席位。布拉戈耶维奇2012年3月入狱后不久，小杰克逊6月份开始告病休养，8月被诊断为躁郁症（bipolar disorder）。尽管如此，小杰克逊在2012年11月竞选连任时仍然轻松胜出。但他不久后即宣布由于健康问题辞去国会议员的职务，同时承认此举与联邦部门正在调查他滥用竞选捐款有关。他的妻子桑德拉·杰克逊（Sandi Jackson）2013年1月也辞去芝加哥市议员的职务。
小杰西.杰克逊被指控非法将75万美元的竞选捐款挪为私用。其中部分不当开销包括一只价值4万多美元的男士劳力士金表、价值5000多美元的绒皮外套、价值近万元的儿童家具等。华盛顿特区联邦法院的文件显示，小杰克逊还利用竞选捐款购买了迈克尔·杰克逊、李小龙、马丁·路德·金等名人的物品作为收藏。小杰克逊的妻子桑德拉·杰克逊受到税款申报不实的指控，她也表示认罪。
小杰西·杰克逊发布声明说：“在这一生中，我意识到没有人可以对缺点、脆弱免疫。但这并不能成为我所作所为的借口。我为我所做的不当决定和犯下的错误承担全责。”他补充说：“虽然这段风波还没有结束，但我希望人们记住我做过的对的事情。”。